# Steeve Brudey Nelson
Steeve Brudey Nelson, né le 12 novembre 1977 à Pointe-à-Pitre, est un comédien, chanteur et metteur en scène français.

## Biographie
Formé au théâtre et au chant à Brest en Bretagne, il se fait connaître à partir de 2007 en rejoignant l'équipe du musical de Broadway Le Roi lion au Théâtre Mogador à Paris. Il rejoint ensuite le musical au Royaume-Uni de 2012 à 2013 au Lyceum Theatre de Londres,.
Il apparaît également dans de nombreux opéras et pièces de théâtre musical, dont Encore un tour de pédalos d'Alain Marcel au Théâtre du Rond-Point et au Théâtre Marigny, Don Giovanni de Mozart, Mass (pièce de théâtre) de Leonard Bernstein ou encore La Vie Parisienne d'Offenbach dans une mise en scène de Olivier Desbordes.
Il est directeur artistique de la compagnie Théâtre de La Coche qu'il fonde à Brest, à l’occasion des Fêtes maritimes de Brest de 2012, il monte une fresque historique autour de l'expédition de La Pérouse qui mobilise environ 500 personnes.
En 2018, il signe une collaboration avec Steve Shehan pour le triple album V.I.S.,.

## Théâtre

### Interprète
- 2001 : Tous ceux qui tombent (pièce radiophonique), de Samuel Beckett, Compagnie Emo
- 2003 : Tartuffe de Molière, Théâtre de l’Aurore
- 2004 : Phèdre (Sénèque) de Sénèque, mise en scène de Fabien André, collectif Derezo
- 2005 : Shuibne d’après Sweeney’s Astray, de Seamus Heaney, Is Théâtre et Théâtre de Cornouaille[12]
- 2005 : Médée (Anouilh) de Jean Anouilh, Brest et Kiel (Allemagne)
- 2006 : Ma vie de chandelle de Fabrice Melquiot, mise en scène de Charlie Windelshmidt, Kabarê flottant, collectif Derezo
- 2007-2010 : Le Roi lion (comédie musicale), de Julie Taymor, Théâtre Mogador[13]
- 2008 : Microfictions de Régis Jauffret, mise en scène de Valéry Warnotte et Charlie Windelschmidt, Théâtre du Rond-Point[14]
- 2009 : Radeaux, de Christian Siméon et Xavier Rosselle, mise en scène de Jean-Marie Lejude, Opéra de Reims[15]
- 2012-2013 : Le Roi lion (comédie musicale), de Julie Taymor, Lyceum Theatre (Londres)[16]
- 2012 : Bamako-Paris de Ian Soliane, mise en scène Fabienne Maître, Théâtre Victor H, Bagneux
- 2014 : Race de David Mamet, mise en scène Véronique Fauconnet, Théâtre Ouvert Luxembourg[17]
- 2015 : La Périchole, de Jacques Offenbach, direction musicale de Gildas Pungier, mise en scène de Jean-Michel Fournereau, Opéra de Rennes
- 2015 : Cléone d'Isabelle Menal, mise en scène d’Alain Akoa, Théâtre de Ménilmontant[18]
- 2016 : Merc’h an Eog, d’Aziliz Bourgès et Owen Martell, mise en scène de Thomas Cloarec et Sara Lloyd, Theatr Genedlaethol Cymru et Teatr Piba, tournée en France, Angleterre, Pays de Galle[19]
- 2017 : Encore un tour de pédalos, d’Alain Marcel, Théâtre du Rond-Point et Théâtre Marigny[20]
- 2017 : L'Opéra de quat'sous, de Bertold Brecht et Kurt Weill, mise en scène d’Éric Perez et Olivier Desbordes, Opéra Éclaté[21].
- 2018 : Les Noces de Figaro de Mozart, mise en scène de Eric Perez, Opéra éclaté
- 2018 : La Traviata de Verdi, mise en scène d’Olivier Desbordes, Opéra Éclaté.
- 2016 : L’Origine du monde de Sébastien Thiéry, mise en scène Jérôme Varanfrain, Théâtre Ouvert Luxembourg
- 2019 : Un dîner d'adieu, de Matthieu Delaporte et Alexandre De la Patellière, mise en scène Véronique Fauconnet, Théâtre Ouvert Luxembourg[22].
- 2019 : La Vie Parisienne de Jacques Offenbach, mise en scène de Benjamin Moreau et Olivier Desbordes, Opéra Éclaté[23].
- 2020 : Comme s'il en pleuvait (pièce de théâtre) de Sébastien Thiéry, mise en scène Jérôme Varanfrain, Théâtre des Capucins. Luxembourg[24]
- 2020 : Off N' Back, autour de la Périchole de Jacques Offenbach, mise en scène de Steeve Brudey Nelson, Théâtre de La Coche[25]
- 2021 : Madame Butterfly de Giacomo Puccini, mise en scène d’Olivier Desbordes, Opéra en Plein Air[26]
- 2021-2022 : Don Giovanni de Mozart, mise en scène d’Olivier Cohen, L'Artchipel, Scène nationale de Guadeloupe et Atrium, Scène nationale de Martinique[27]
- 2023 : Mangez-moi, mise en scène collective, Théâtre Ouvert Luxembourg
- 2023 : Mass (pièce de théâtre) de Leonard Bernstein, chef d’orchestre Jean-Walter Audoli, mise en scène Olivier Cohen, MAC de Créteil

### Metteur en scène
- 2010 : La grossesse de Madame Dieu, avec Olivier Breitman, texte de et mis en scène par Steeve Brudey Nelson, Théâtre de La Coche, Maison du Théâtre de Brest
- 2011 : Bérénice de Racine, Théâtre de La Coche, Théâtre du Pays de Morlaix, Maison du Théâtre Brest, l’Archipel Fouesnant
- 2012 : Brest au temps de Lapérouse, écriture collective, spectacle historique pour les Fêtes maritimes de Brest, Théâtre de La Coche
- 2013 : Yakich et Poupatchée, de Hanokh Levin, Théâtre Farrago[28]
- 2014 : Le Bourgeois gentilhomme de Molière, Le Quartz, Maison du Théâtre de Brest, Théâtre de La Coche
- 2016 : La Nuit de Valognes d’Eric-Emmanuel Schmitt, Théâtre Farrago, Prix Festhéa Bretagne[29]
- 2017 : Molière M² “La Jalousie du Barbouillé et Le Médecin volant” de Molière, Théâtre de La Coche
- 2018 : Les Mystères de Brest, écriture collective du Théâtre de La Coche, Musée de la Marine de Brest
- 2019 : L'Opéra de quat'sous, de Bertold Brecht et Kurt Weill, Théâtre Farrago
- 2020 : Deux Empereurs sur un Canot, écriture collective du Théâtre de La Coche, Musée de la Marine de Brest[30]
- 2022 : Coeur de Bretagne de Kilian Hamon et Philippe Férec[31]

## Filmographie
- 2007 : À la droite de Dieu de Pauline Goasmat
- 2016 : Le dernier zombie de Anthony Lecomte[32]
- 2019 : Les Enfants de la mer (manga), film de Ayumu Watanabe, doublage voix française
- 2023 : Cherchez le garçon, film de Pauline Goasmat
- 2024 : L’Attachement, film de Carine Tardieu

## Discographie
- 2017 : Contre ce temps de Shakespeare Trio (label CDA), avec Pierre Stephan et Bernard Lepallec[33],[34]
- 2018 : Coffret 3 CDs V.I.S (Safar Productions et Editions), contenant les albums Visa Mundi, Incarnations et Stella Novaeavec avec Steve Shehan